# 四川省達州市達川區路陷事故
达州市达川区路陷事故是指2018年10月7日四川省達州市達川區发生的一起道路塌陷事故。

## 事件经过
2018年10月7日下午，四川省達州市達川區人行道發生路陷事故，面积约10平方米，4人被困。救援人員先尋獲一對新婚夫婦，周二再尋獲一對父子，4人均不幸死亡。